# Relations entre Israël et la Norvège
Les relations entre Israël et la Norvège font référence aux relations bilatérales entre Israël et le royaume de Norvège.

## Histoire
En 1949, la Norvège reconnait officiellement l'état d’Israël. Le 11 mai de la même année, elle vote en faveur de l'admission d’Israël dans l'Organisation des Nations unies. Des relations diplomatiques sont établies en 1950.
En 1973, l'affaire de Lillehammer se produit, où des agents du Mossad abattent par erreur un serveur marocain à Lillehamer alors qu'il recherchaient le responsable du massacre de Munich (deux Israéliens tués lors des Jeux olympiques l'année précédente). A la suite de cette affaire, la Norvège expulse un diplomate israélien, une première en Europe.
En 1978, des étudiants forment l'organisation Med Israel for fred (Avec Israël pour la paix), qui promeut l'état d'Israël et le sionisme dans les médias et la société norvégienne. En 1981, un groupe de syndicalistes crée l'organisation Venner av Israel i Norsk Arbeiderbevegelse (Amis d'Israël dans le mouvement travailliste norvégien) afin de renforcer les relations entre les organisations travaillistes des deux pays.
De mars 1978 à 1998, la Norvège contribue à la Force intérimaire des Nations unies au Liban, destinée à former une zone tampon entre le Liban et Israël suite à l'escalade de la violence le long de la frontière.
En 1993, la Norvège accueille des représentations d'Israël et de l'Organisation de libération de la Palestine, qui signent par la suite les accords d'Oslo.
En mars 2007, le gouvernement norvégien reconnait le nouveau gouvernement d'unité palestinien dirigé par le Hamas, mais appelle les autorités à reconnaître le droit d'Israël à exister.
En 2010, le ministère norvégien des Affaires étrangères déclare que La Norvège considère la présence israélienne à Jérusalem-Est comme une violation du droit international, à l’instar de l’ensemble de la communauté internationale. La même année, la Norvège interdit des essais de sous-marins fabriqués pour la marine israélienne dans ses eaux territoriales, en raison de la suspension des exportations de matériel militaire vers Israël.
Le 22 mai 2024, le ministre israélien des Affaires étrangères, Israel Katz, annonce le rappel de l’ambassadeur de Norvège, Per Egil Selvaag, suite à l’intention du gouvernement norvégien de reconnaître l’État de Palestine le 28 mai 2024. Le 8 août 2024, il annonce de nouvelles sanctions et révoque le statut diplomatique des fonctionnaires norvégiens en poste au bureau de représentation de la Norvège auprès de l’Autorité palestinienne.
En février 2025, Israel Katz, alors ministre de la Défense, suggère que la Norvège (au côté d'autres pays) autorise les Palestiniens de Gaza à entrer sur son territoire.

## Ambassades

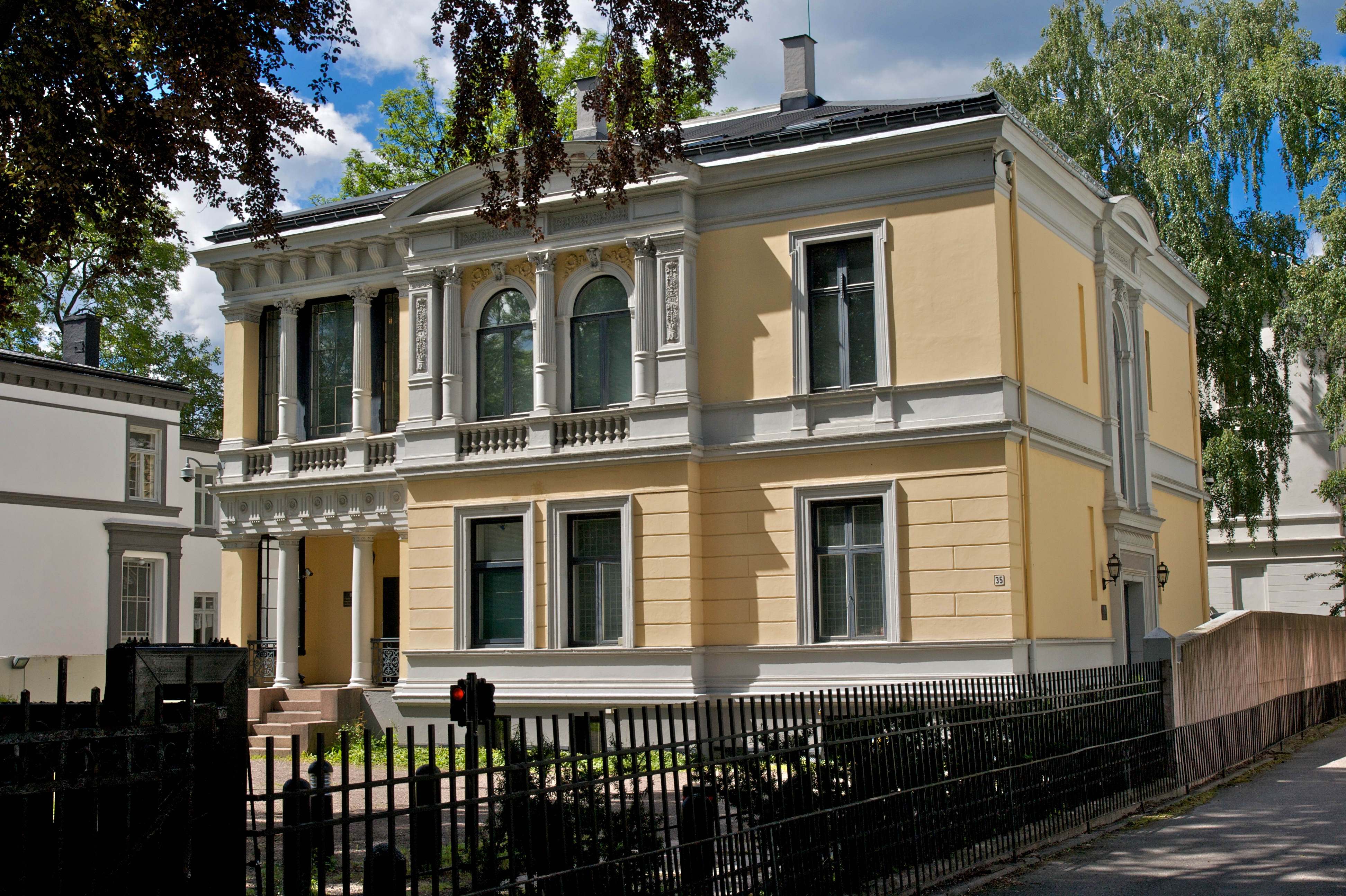
Ambassade d'Israël à Oslo.

Israël possède une ambassade à Oslo, qui couvre la Norvège et l'Islande. La Norvège possède une ambassade à Tel Aviv ainsi que deux consulats à Eilat et Haifa.

## Relations économiques
En 2019, les exportations norvégiennes vers Israël s'élèvent à près de 2 milliards de couronnes norvégiennes. 70 % du saumon et 30 % du poisson importé proviennent de Norvège. Israël exporte des technologies, des fruits et légumes vers la Norvège.
Fin 2019, le Government Pension Fund-Global a investi au total 11,9 milliards de couronnes norvégiennes en actions (84 entreprises) en Israël, et 1 milliard de couronnes norvégiennes supplémentaires en obligations.